# Southern Literary Messenger

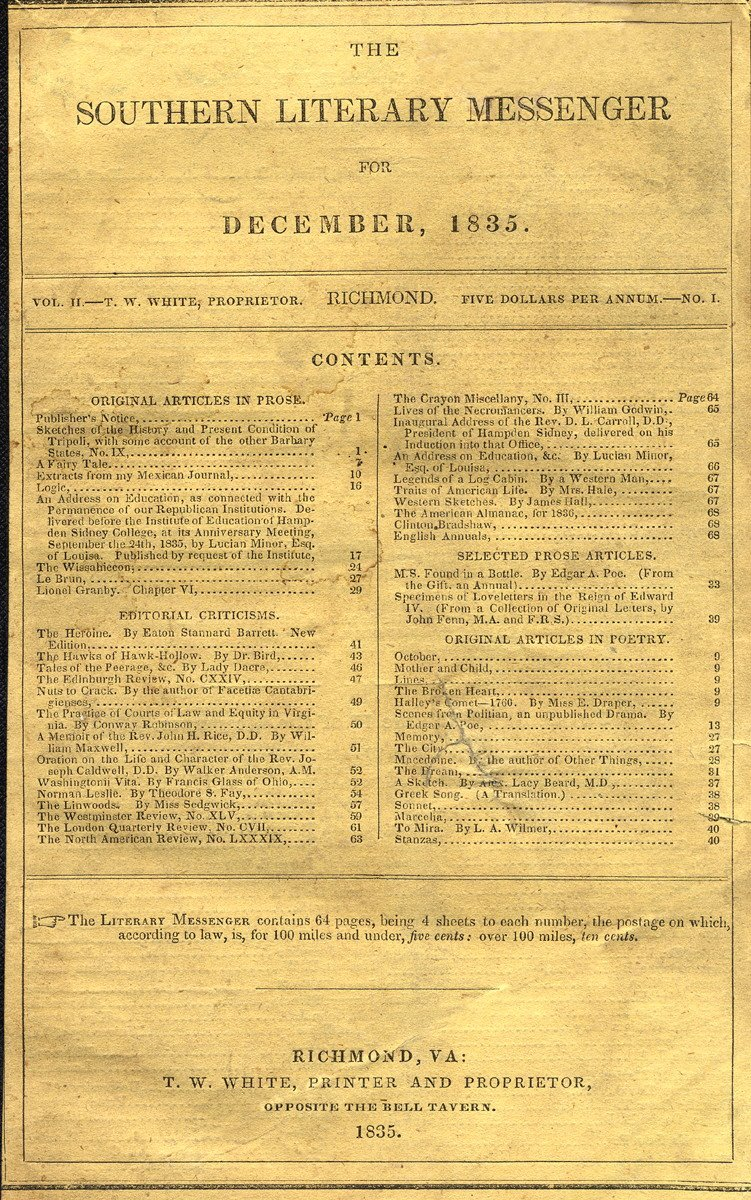
Numéro de décembre 1835, contenant le début de Politian (p. 13) et une republication du Manuscrit trouvé dans une bouteille (p. 23).

Le Southern Literary Messenger est un ancien périodique américain édité à Richmond, en Virginie, de 1834 à juin 1864. Edgar Allan Poe y a publié plusieurs nouvelles.